# Campeonato Femenino Sub-17 de la Concacaf de 2020
El Campeonato Femenino Sub-17 de la Concacaf de 2020 fue la VII edición del torneo. El campeonato internacional bienal de fútbol juvenil organizado por CONCACAF para los equipos nacionales sub-17 femeninos de la región de Norte, Centroamérica y el Caribe.
El torneo final se amplió de ocho a 20 equipos, utilizando el mismo formato que el Campeonato Sub-17 de la Concacaf de 2019. Los tres mejores equipos del torneo se clasificaban para la Copa Mundial Femenina de Fútbol Sub-17 de 2021 en India (originalmente en 2020 pero pospuesta debido a la pandemia de COVID-19) como representantes de CONCACAF. Sin embargo, la FIFA anunció el 17 de noviembre de 2020 que esta edición de la Copa del Mundo sería cancelada. Luego de este anuncio, CONCACAF decidió el mismo día que el Campeonato Femenino Sub-17 de CONCACAF 2020, que sirvió como clasificatorio regional, sería cancelado.

## Formato de clasificación
El formato de clasificación ha cambiado desde la edición de 2018, y los equipos ya no se dividen en zonas regionales. Los 41 equipos de CONCACAF se clasificaron según el Ranking Sub-17 Femenino de CONCACAF a partir de 2018. Un total de 32 equipos ingresaron al torneo. Los 16 participantes mejor clasificados quedaron exentos de la calificación y avanzaron directamente a la fase de grupos del torneo final, mientras que los 16 participantes más bajos tuvieron que participar en la fase de clasificación, donde los cuatro ganadores de cada grupo avanzaron a los octavos de final.

#### Sorteo
El sorteo para la fase de grupos tuvo lugar el 9 de mayo de 2019, 11:00 EDT (UTC-4), en la sede de CONCACAF en Miami. Los 16 equipos que se entraban en la fase de grupos se dividieron en cuatro grupos de cuatro equipos. Basado en el Ranking Sub-17 Femenino de CONCACAF, los 16 equipos se distribuyeron en cuatro bombos, con equipos en el Bombo 1 asignados a cada grupo antes del sorteo.

## Primera Fase

### Ronda clasificatoria
Los ganadores de cada grupo clasificaban para el torneo final, donde ingresan a los octavos de final de la etapa eliminatoria.

#### Grupo A
País sede: Honduras
| Equipo      | Pts | PJ | PG | PE | PP | GF | GC | Dif |
| ----------- | --- | -- | -- | -- | -- | -- | -- | --- |
| Honduras    | 9   | 3  | 3  | 0  | 0  | 17 | 0  | 17  |
| Santa Lucía | 6   | 3  | 2  | 0  | 1  | 18 | 4  | 14  |
| Anguila     | 3   | 3  | 1  | 0  | 2  | 10 | 4  | 6   |
| Bonaire     | 0   | 3  | 0  | 0  | 3  | 0  | 37 | -37 |

| 21 de agosto de 2019, 16:00 | Santa Lucía | 2:1 | Anguila | Estadio Olímpico Metropolitano, San Pedro Sula, Honduras |  |

| 21 de agosto de 2019, 18:30 | Honduras | 12:0 | Bonaire | Estadio Olímpico Metropolitano, San Pedro Sula, Honduras |  |

| 23 de agosto de 2019, 16:00 | Bonaire | 0:9 | Anguila | Estadio Olímpico Metropolitano, San Pedro Sula, Honduras |  |

| 23 de agosto de 2019, 18:30 | Honduras | 3:0 | Santa Lucía | Estadio Olímpico Metropolitano, San Pedro Sula, Honduras |  |

| 25 de agosto de 2019, 18:00 | Santa Lucía | 16:0 | Bonaire | Estadio Olímpico Metropolitano, San Pedro Sula, Honduras |  |

| 25 de agosto de 2019, 20:30 | Anguila | 0:2 | Honduras | Estadio Olímpico Metropolitano, San Pedro Sula, Honduras |  |

#### Grupo B
País sede: Islas Caimán
| Equipo            | Pts | PJ | PG | PE | PP | GF | GC | Dif |
| ----------------- | --- | -- | -- | -- | -- | -- | -- | --- |
| Islas Caimán      | 7   | 3  | 2  | 1  | 0  | 16 | 3  | 13  |
| Martinica         | 7   | 3  | 2  | 1  | 0  | 10 | 3  | 7   |
| Antigua y Barbuda | 1   | 3  | 0  | 1  | 2  | 3  | 11 | -8  |
| Dominica          | 1   | 3  | 0  | 1  | 2  | 1  | 13 | -12 |

| 21 de agosto de 2019, 17:00 | Antigua y Barbuda | 2:4 | Martinica | Complejo Deportivo Truman Bodden, George Town, Islas Caimán |  |

| 21 de agosto de 2019, 19:30 | Dominica | 1:8 | Islas Caimán | Complejo Deportivo Truman Bodden, George Town, Islas Caimán |  |

| 23 de agosto de 2019, 17:00 | Antigua y Barbuda | 0:0 | Dominica | Complejo Deportivo Truman Bodden, George Town, Islas Caimán |  |

| 23 de agosto de 2019, 19:30 | Martinica | 1:1 | Islas Caimán | Complejo Deportivo Truman Bodden, George Town, Islas Caimán |  |

| 25 de agosto de 2019, 17:00 | Dominica | 0:5 | Martinica | Complejo Deportivo Truman Bodden, George Town, Islas Caimán |  |

| 25 de agosto de 2019, 19:30 | Islas Caimán | 7:1 | Antigua y Barbuda | Complejo Deportivo Truman Bodden, George Town, Islas Caimán |  |

#### Grupo C
País sede: Barbados
| Equipo                               | Pts | PJ | PG | PE | PP | GF | GC | Dif |
| ------------------------------------ | --- | -- | -- | -- | -- | -- | -- | --- |
| Belice                               | 7   | 3  | 2  | 1  | 0  | 10 | 4  | 6   |
| Barbados                             | 7   | 3  | 2  | 1  | 0  | 3  | 1  | 2   |
| San Cristóbal y Nieves               | 3   | 3  | 1  | 0  | 2  | 13 | 5  | 8   |
| Islas Vírgenes de los Estados Unidos | 0   | 3  | 0  | 0  | 3  | 0  | 16 | -16 |

| 21 de agosto de 2019, 16:30 | San Cristóbal y Nieves | 10:0 | Islas Vírgenes de los Estados Unidos | Wildey Turf, Wildey, Barbados |  |

| 21 de agosto de 2019, 19:00 | Barbados | 1:1 | Belice | Wildey Turf, Wildey, Barbados |  |

| 23 de agosto de 2019, 16:30 | Belice | 5:0 | Islas Vírgenes de los Estados Unidos | Wildey Turf, Wildey, Barbados |  |

| 23 de agosto de 2019, 19:00 | Barbados | 1:0 | San Cristóbal y Nieves | Wildey Turf, Wildey, Barbados |  |

| 25 de agosto de 2019, 16:30 | San Cristóbal y Nieves | 3:4 | Belice | Wildey Turf, Wildey, Barbados |  |

| 25 de agosto de 2019, 19:00 | Islas Vírgenes de los Estados Unidos | 0:1 | Barbados | Wildey Turf, Wildey, Barbados |  |

#### Grupo D
País sede: Curazao
| Equipo                       | Pts | PJ | PG | PE | PP | GF | GC | Dif |
| ---------------------------- | --- | -- | -- | -- | -- | -- | -- | --- |
| Guyana                       | 9   | 3  | 3  | 0  | 0  | 11 | 4  | 7   |
| Bahamas                      | 6   | 3  | 2  | 0  | 1  | 8  | 4  | 4   |
| Curazao                      | 1   | 3  | 0  | 1  | 2  | 3  | 7  | -4  |
| San Vicente y las Granadinas | 1   | 3  | 0  | 1  | 2  | 5  | 12 | -7  |

| 21 de agosto de 2019, 18:00 | Bahamas | 4:1 | San Vicente y las Granadinas | Estadio Ergilio Hato, Willemstad, Curazao |  |

| 21 de agosto de 2019, 20:30 | Curazao | 1:2 | Guyana | Estadio Ergilio Hato, Willemstad, Curazao |  |

| 23 de agosto de 2019, 18:00 | San Vicente y las Granadinas | 2:6 | Guyana | Estadio Ergilio Hato, Willemstad, Curazao |  |

| 23 de agosto de 2019, 20:30 | Bahamas | 3:0 | Curazao | Estadio Ergilio Hato, Willemstad, Curazao |  |

| 25 de agosto de 2019, 17:00 | Guyana | 3:1 | Bahamas | Estadio Ergilio Hato, Willemstad, Curazao |  |

| 25 de agosto de 2019, 19:30 | Curazao | 2:2 | San Vicente y las Granadinas | Estadio Ergilio Hato, Willemstad, Curazao |  |

### Clasificados
En esta etapa clasifiron los ganadores de grupo.
 Honduras

 Islas Caimán

 Belice

 Guyana

## Segunda fase
Los tres mejores equipos de cada grupo avanzaban a los octavos de final, donde se unirían los cuatro equipos que avanzaron desde la etapa de clasificación.

#### Grupo E
| Equipo            | Pts | PJ | PG | PE | PP | GF | GC | Dif |
| ----------------- | --- | -- | -- | -- | -- | -- | -- | --- |
| México            | 0   | 0  | 0  | 0  | 0  | 0  | 0  | 0   |
| Trinidad y Tobago | 0   | 0  | 0  | 0  | 0  | 0  | 0  | 0   |
| Bermudas          | 0   | 0  | 0  | 0  | 0  | 0  | 0  | 0   |
| Nicaragua         | 0   | 0  | 0  | 0  | 0  | 0  | 0  | 0   |

|  | Trinidad y Tobago | Cancelado | Bermudas |  |  |

|  | México | Cancelado | Nicaragua |  |  |

|  | Nicaragua | Cancelado | Trinidad y Tobago |  |  |

|  | Bermudas | Cancelado | México |  |  |

|  | Bermudas | Cancelado | Nicaragua |  |  |

|  | México | Cancelado | Trinidad y Tobago |  |  |

#### Grupo F
| Equipo               | Pts | PJ | PG | PE | PP | GF | GC | Dif |
| -------------------- | --- | -- | -- | -- | -- | -- | -- | --- |
| Canadá               | 0   | 0  | 0  | 0  | 0  | 0  | 0  | 0   |
| Jamaica              | 0   | 0  | 0  | 0  | 0  | 0  | 0  | 0   |
| Panamá               | 0   | 0  | 0  | 0  | 0  | 0  | 0  | 0   |
| República Dominicana | 0   | 0  | 0  | 0  | 0  | 0  | 0  | 0   |

|  | Jamaica | Cancelado | Panamá |  |  |

|  | Canadá | Cancelado | República Dominicana |  |  |

|  | República Dominicana | Cancelado | Jamaica |  |  |

|  | Panamá | Cancelado | Canadá |  |  |

|  | Panamá | Cancelado | República Dominicana |  |  |

|  | Canadá | Cancelado | Jamaica |  |  |

#### Grupo G
| Equipo         | Pts | PJ | PG | PE | PP | GF | GC | Dif |
| -------------- | --- | -- | -- | -- | -- | -- | -- | --- |
| Estados Unidos | 0   | 0  | 0  | 0  | 0  | 0  | 0  | 0   |
| Guatemala      | 0   | 0  | 0  | 0  | 0  | 0  | 0  | 0   |
| El Salvador    | 0   | 0  | 0  | 0  | 0  | 0  | 0  | 0   |
| Cuba           | 0   | 0  | 0  | 0  | 0  | 0  | 0  | 0   |

|  | Guatemala | Cancelado | El Salvador |  |  |

|  | Estados Unidos | Cancelado | Cuba |  |  |

|  | Cuba | Cancelado | Guatemala |  |  |

|  | El Salvador | Cancelado | Estados Unidos |  |  |

|  | El Salvador | Cancelado | Cuba |  |  |

|  | Estados Unidos | Cancelado | Guatemala |  |  |

#### Grupo H
| Equipo      | Pts | PJ | PG | PE | PP | GF | GC | Dif |
| ----------- | --- | -- | -- | -- | -- | -- | -- | --- |
| Haití       | 0   | 0  | 0  | 0  | 0  | 0  | 0  | 0   |
| Costa Rica  | 0   | 0  | 0  | 0  | 0  | 0  | 0  | 0   |
| Puerto Rico | 0   | 0  | 0  | 0  | 0  | 0  | 0  | 0   |
| Granada     | 0   | 0  | 0  | 0  | 0  | 0  | 0  | 0   |

|  | Costa Rica | Cancelado | Puerto Rico |  |  |

|  | Haití | Cancelado | Granada |  |  |

|  | Granada | Cancelado | Costa Rica |  |  |

|  | Puerto Rico | Cancelado | Haití |  |  |

|  | Puerto Rico | Cancelado | Granada |  |  |

|  | Haití | Cancelado | Costa Rica |  |  |

### Etapa eliminatoria
En la etapa eliminatoria, si un partido terminaba empatado en los 90 minutos, se jugaba tiempo extra, y si aún se mantenía el empate después del tiempo extra, el partido se decidía mediante lanzamientos de penales. (Artículo 12 y 13 del Reglamento).
|  | Octavos de final | Octavos de final |   |   | Cuartos de final | Cuartos de final |  |   | Semifinales | Semifinales |   |              | Final        | Final |  |
|  |                  |                  |   |   |                  |                  |  |   |             |             |   |              |              |       |  |
|  |                  |                  |   |   |                  |                  |  |   |             |             |   |              |              |       |  |
|  | '                | '                |   |   |                  |                  |  |   |             |             |   |              |              |       |  |
|  | '                | '                |   |   |                  |                  |  |   |             |             |   |              |              |       |  |
|  | '                | '                |   |   |                  |                  |  |   |             |             |   |              |              |       |  |
|  | '                | '                |   | ' | '                |                  |  |   |             |             |   |              |              |       |  |
|  |                  |                  |   | ' | '                |                  |  |   |             |             |   |              |              |       |  |
|  |                  |                  | ' | ' |                  |                  |  |   |             |             |   |              |              |       |  |
|  | '                | '                | ' | ' |                  |                  |  |   |             |             |   |              |              |       |  |
|  | '                | '                |   |   |                  |                  |  |   |             |             |   |              |              |       |  |
|  | '                | '                |   |   |                  |                  |  |   |             |             |   |              |              |       |  |
|  | '                | '                |   |   |                  |                  |  | ' | '           |             |   |              |              |       |  |
|  |                  |                  |   |   |                  |                  |  | ' | '           |             |   |              |              |       |  |
|  |                  |                  | ' | ' |                  |                  |  |   |             |             |   |              |              |       |  |
|  | '                | '                | ' | ' |                  |                  |  |   |             |             |   |              |              |       |  |
|  | '                | '                |   |   |                  |                  |  |   |             |             |   |              |              |       |  |
|  | '                | '                |   |   |                  |                  |  |   |             |             |   |              |              |       |  |
|  | '                | '                |   | ' | '                |                  |  |   |             |             |   |              |              |       |  |
|  |                  |                  |   | ' | '                |                  |  |   |             |             |   |              |              |       |  |
|  |                  |                  | ' | ' |                  |                  |  |   |             |             |   |              |              |       |  |
|  | '                | '                | ' | ' |                  |                  |  |   |             |             |   |              |              |       |  |
|  | '                | '                |   |   |                  |                  |  |   |             |             |   |              |              |       |  |
|  | '                | '                |   |   |                  |                  |  |   |             |             |   |              |              |       |  |
|  | '                | '                |   |   |                  |                  |  |   |             |             |   | '            | '            |       |  |
|  |                  |                  |   |   |                  |                  |  |   |             |             |   | '            | '            |       |  |
|  |                  |                  | ' | ' |                  |                  |  |   |             |             |   |              |              |       |  |
|  | '                | '                | ' | ' |                  |                  |  |   |             |             |   |              |              |       |  |
|  | '                | '                |   |   |                  |                  |  |   |             |             |   |              |              |       |  |
|  | '                | '                |   |   |                  |                  |  |   |             |             |   |              |              |       |  |
|  | '                | '                |   | ' | '                |                  |  |   |             |             |   |              |              |       |  |
|  |                  |                  |   | ' | '                |                  |  |   |             |             |   |              |              |       |  |
|  |                  |                  | ' | ' |                  |                  |  |   |             |             |   |              |              |       |  |
|  | '                | '                | ' | ' |                  |                  |  |   |             |             |   |              |              |       |  |
|  | '                | '                |   |   |                  |                  |  |   |             |             |   |              |              |       |  |
|  | '                | '                |   |   |                  |                  |  |   |             |             |   |              |              |       |  |
|  | '                | '                |   |   |                  |                  |  | ' | '           |             |   |              |              |       |  |
|  |                  |                  |   |   |                  |                  |  | ' | '           |             |   |              |              |       |  |
|  |                  |                  | ' | ' |                  |                  |  |   |             |             |   |              |              |       |  |
|  | '                | '                | ' | ' |                  |                  |  |   |             |             |   |              |              |       |  |
|  | '                | '                |   |   |                  |                  |  |   |             |             |   |              |              |       |  |
|  | '                | '                |   |   |                  |                  |  |   |             |             |   |              |              |       |  |
|  | '                | '                |   | ' | '                |                  |  |   |             |             |   | Tercer lugar | Tercer lugar |       |  |
|  |                  |                  |   | ' | '                |                  |  |   |             |             |   | Tercer lugar | Tercer lugar |       |  |
|  |                  |                  | ' | ' |                  |                  |  |   |             |             |   |              |              |       |  |
|  | '                | '                | ' | ' |                  |                  |  |   |             |             | ' | '            |              |       |  |
|  | '                | '                |   |   |                  |                  |  |   |             |             | ' | '            |              |       |  |
|  | '                | '                |   |   |                  |                  |  |   |             |             |   |              | '            | '     |  |
|  | '                | '                |   |   |                  |                  |  |   |             |             |   |              | '            | '     |  |
|  |                  |                  |   |   |                  |                  |  |   |             |             |   |              |              |       |  |